# Olympische Sommerspiele 2016/Leichtathletik – Speerwurf (Frauen)

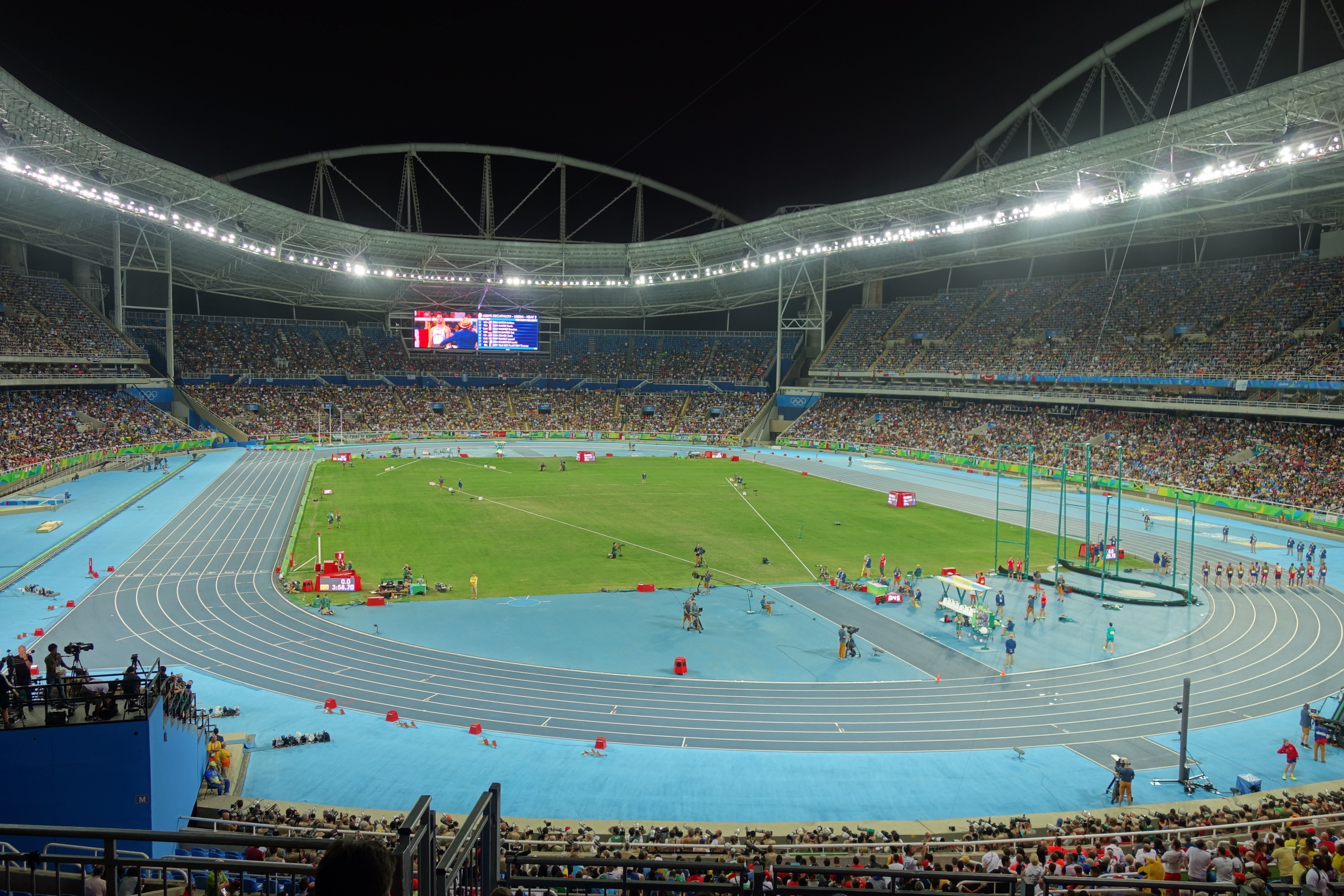
Innenraum des Estádio Olímpico João Havelange während der Spiele von Rio

Der Speerwurf der Frauen bei den Olympischen Spielen 2016 in Rio de Janeiro wurde am 16. und 18. August 2016 im Estádio Nilton Santos ausgetragen. 31 Athletinnen nahmen teil.
Olympiasiegerin wurde die Kroatin Sara Kolak. Sie gewann vor der Südafrikanerin Sunette Viljoen und der Tschechin Barbora Špotáková.
Alle drei deutschen Teilnehmerinnen erreichten das Finale. Christina Obergföll wurde Achte, Linda Stahl Elfte und Christin Hussong Zwölfte.

Athletinnen aus der Schweiz, Österreich und Liechtenstein nahmen nicht teil.

## Aktuelle Titelträgerinnen
| Olympiasiegerin                         | Barbora Špotáková ( Tschechien)    | 69,55 m | London 2012    |
| Weltmeisterin                           | Katharina Molitor ( Deutschland)   | 67,69 m | Peking 2015    |
| Europameisterin                         | Tazzjana Chaladowitsch ( Belarus)  | 66,34 m | Amsterdam 2016 |
| Nord-/Zentralamerika-/Karibik-Meisterin | Kara Winger ( USA)                 | 60,34 m | San José 2015  |
| Südamerika-Meisterin                    | Jucilene de Lima ( Brasilien)      | 60,16 m | Lima 2015      |
| Asienmeisterin                          | Liu Shiying ( Volksrepublik China) | 61,33 m | Wuhan 2015     |
| Afrikameisterin                         | Sunette Viljoen ( Südafrika)       | 64,08 m | Durban 2016    |
| Ozeanienmeisterin                       | Laura Overton ( Neuseeland)        | 45,87 m | Cairns 2015    |

## Rekorde

### Bestehende Rekorde
| Weltrekord         | Barbora Špotáková ( Tschechien) | 72,28 m | Stuttgart, Deutschland        | 13. September 2008 |
| Olympischer Rekord | Osleidys Menéndez ( Kuba)       | 71,53 m | Finale OS Athen, Griechenland | 27. August 2004    |

Der bestehende olympische Rekord wurde bei diesen Spielen nicht erreicht. Der weiteste Wurf gelang der späteren Olympiavierten Maria Andrejczyk aus Polen mit 67,11 m in ihrem ersten Versuch der Qualifikation (Gruppe B) am 16. August. Damit verfehlte sie diesen Rekord um 4,42 m. Zum Weltrekord fehlten ihr 5,17 m.

### Rekordverbesserung
Zwei Landesrekorde wurden dreimal gesteigert:
- 64,20 m – Sara Kolak (Kroatien), Qualifikation (Gruppe A) am 16. August, dritter Versuch
- 67,11 m – Maria Andrejczyk (Polen), Qualifikation (Gruppe B) am 16. August, erster Versuch
- 66,18 m – Sara Kolak (Kroatien), Finale am 18. August, vierter Versuch

## Doping
Die in der Qualifikation ausgeschiedene Slowenin Martina Ratej wurde bei einem Nachtest positiv auf die verbotenen Substanz Clostebol getestet. Sie hatte zunächst Widerspruch eingelegt, ihren Einspruch jedoch zurückgezogen. Sie wurde mit einer zweijährigen Sperre beginnend mit dem 11. August 2021 belegt. Unter anderem ihr Resultat von diesen Spielen wurde annulliert.

## Legende
Kurze Übersicht zur Bedeutung der Symbolik – so üblicherweise auch in sonstigen Veröffentlichungen verwendet:
| – | verzichtet |
| x | ungültig   |

Anmerkungen:
- Alle Zeitangaben sind auf die Ortszeit Rio (UTC-3) bezogen.
- Alle Weiten sind in Metern (m) angegeben.

## Qualifikation
Die Qualifikation wurde in zwei Gruppen durchgeführt. Acht Athletinnen (hellblau unterlegt) übertrafen die direkte Finalqualifikationsweite von 63,00 m. Damit war die Mindestanzahl von zwölf Finalteilnehmerinnen nicht erreicht und das Finalfeld wurde mit den vier nächstbesten Starterinnen beider Gruppen (hellgrün unterlegt) auf zwölf Wettbewerberinnen aufgefüllt. So mussten schließlich 61,31 m für die Finalteilnahme erbracht werden.

### Gruppe A
16. August 2016, 20.35 Uhr
| Platz | Name                   | Nation              | 1. Versuch | 2. Versuch | 3. Versuch | Weite (m) | Anmerkung   |
| ----- | ---------------------- | ------------------- | ---------- | ---------- | ---------- | --------- | ----------- |
| 1     | Sara Kolak             | Kroatien            | 55,68      | 55,86      | 64,30      | 64,30     | NR          |
| 2     | Tazzjana Chaladowitsch | Belarus             | 63,78      | -          | -          | 63,78     |             |
| 3     | Sunette Viljoen        | Südafrika           | 63,54      | -          | -          | 63,54     |             |
| 4     | Lü Huihui              | Volksrepublik China | 63,28      | -          | -          | 63,28     |             |
| 5     | Flor Ruíz              | Kolumbien           | 62,32      | 59,89      | 59,99      | 62,32     |             |
| 6     | Christina Obergföll    | Deutschland         | 57,75      | 62,18      | x          | 62,18     |             |
| 7     | Christin Hussong       | Deutschland         | 56,19      | 55,58      | 62,17      | 62,17     |             |
| 8     | Sinta Ozoliņa          | Lettland            | 60,92      | 58,08      | x          | 60,92     |             |
| 9     | Elizabeth Gleadle      | Kanada              | 59,18      | 60,28      | 58,74      | 60,28     |             |
| 10    | Hanna Hazko-Fedussowa  | Ukraine             | 58,90      | x          | 58,38      | 58,90     |             |
| 11    | Kimberley Mickle       | Australien          | 57,20      | x          | 55,93      | 57,20     |             |
| 12    | Liu Shiying            | Volksrepublik China | 57,16      | 55,60      | x          | 57,16     |             |
| 13    | Maggie Malone          | USA                 | 56,57      | x          | 46,87      | 56,47     |             |
| 14    | Brittany Borman        | USA                 | 54,15      | 56,04      | 52,73      | 56,04     |             |
| 15    | Yulenmis Aguilar       | Kuba                | 54,84      | x          | 54,94      | 54,94     |             |
| DOP   | Martina Ratej          | Slowenien           | 59,76      | 58,15      | x          | 59,76     | [ 2 ] [ 3 ] |

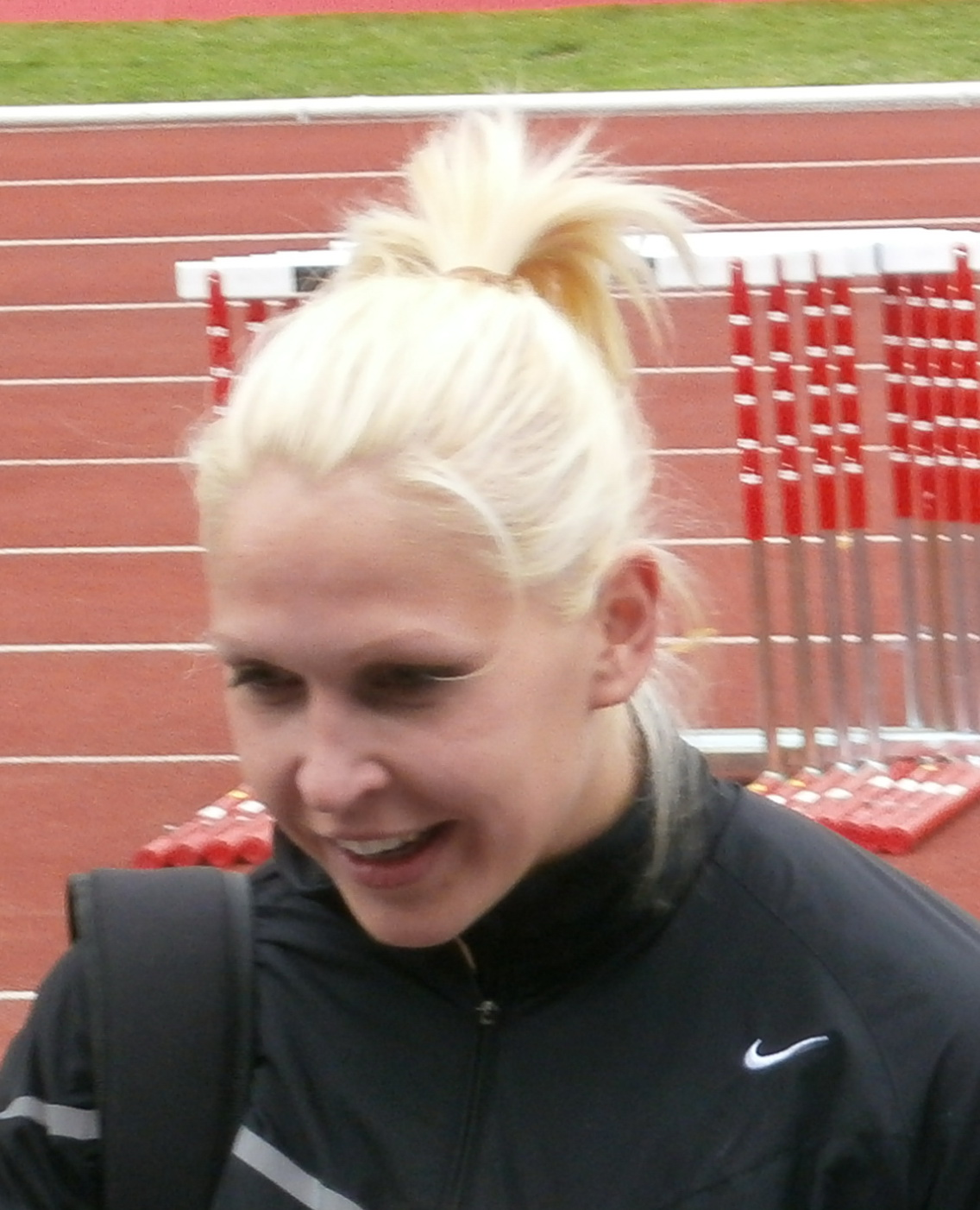
Sinta Ozoliņa – ausgeschieden mit 60,92 m

Weitere in Qualifikationsgruppe A ausgeschiedene Speerwerferinnen:

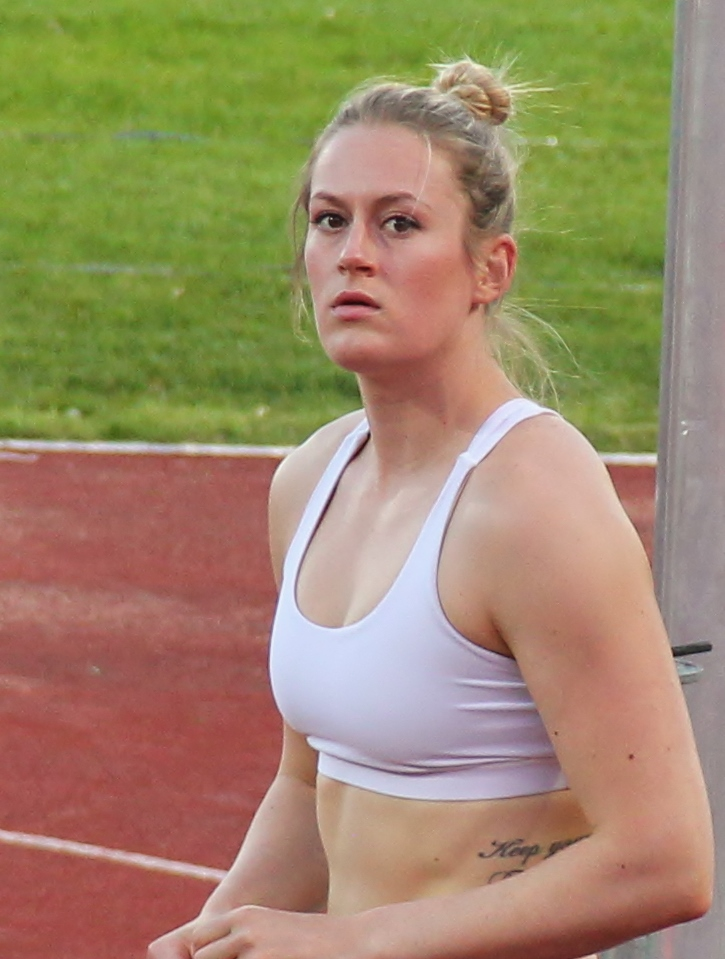
Elizabeth Gleadle – 60,28 m
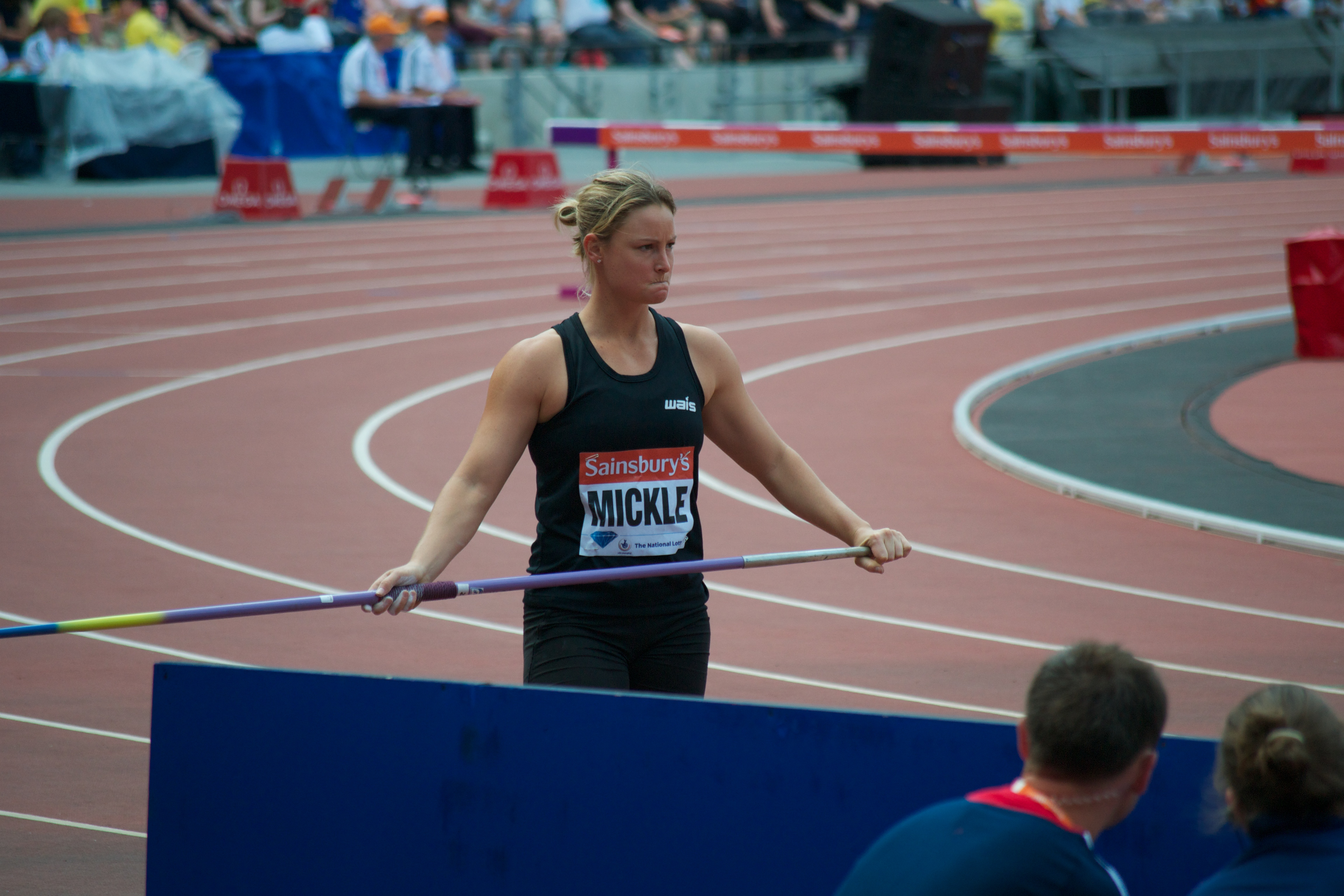
Kimberley Mickle – 57,20 m
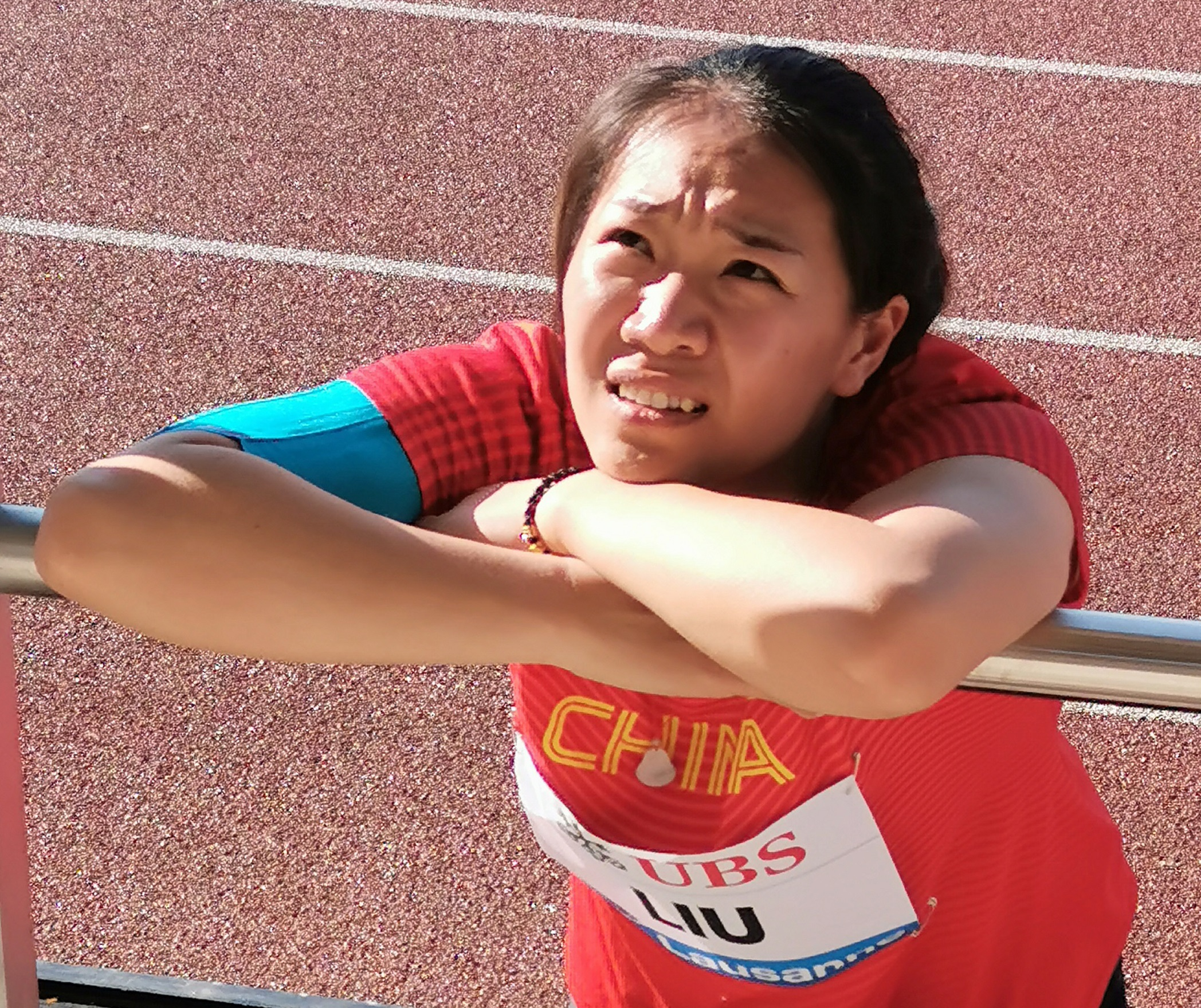
Liu Shiying – 57,16 m
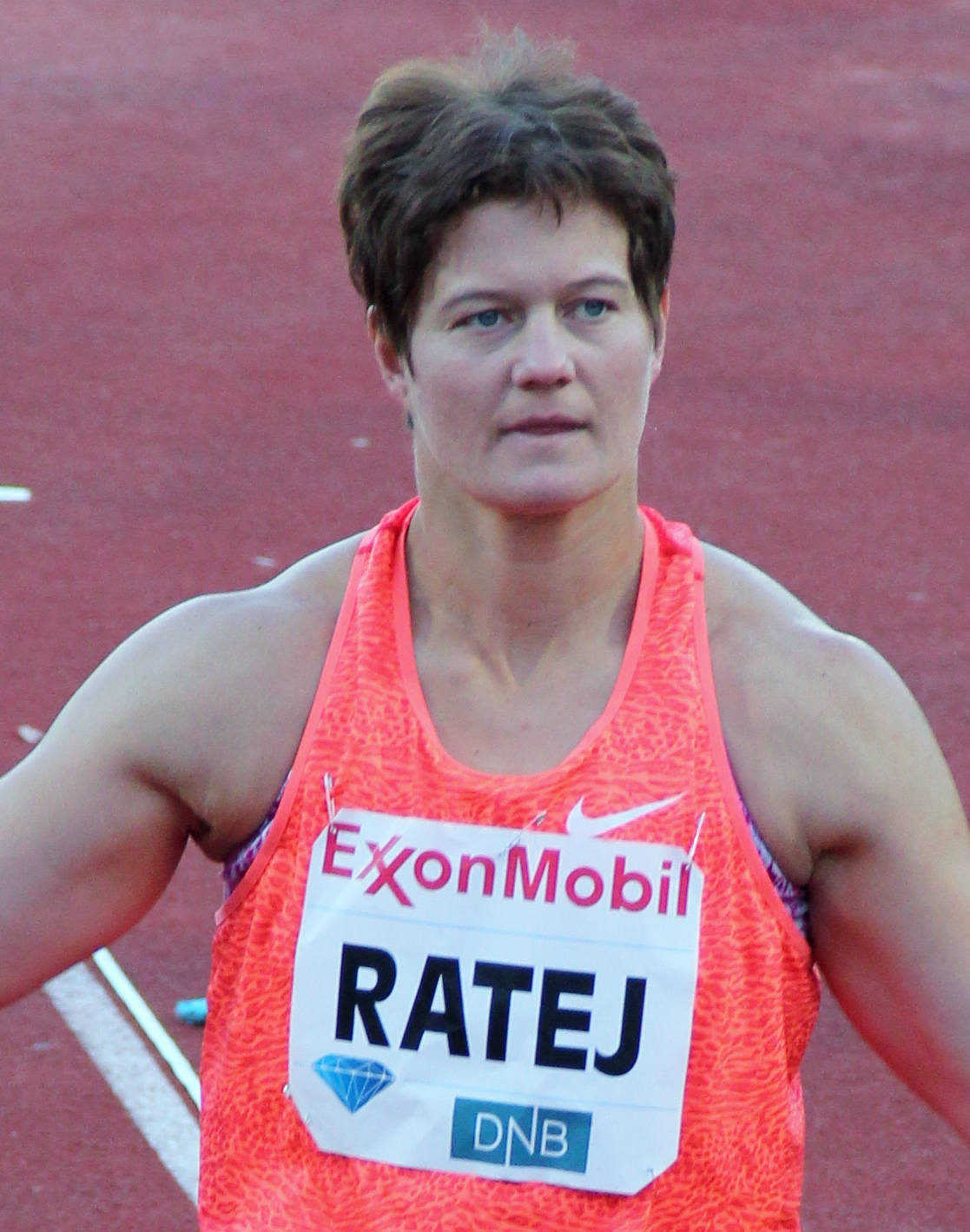
Martina Ratej – gedopt und disqualifiziert

### Gruppe B
- Kara Winger – ausgeschieden
mit 61,02 m
- Li Lingwei – ausgeschieden
mit 60,91 m

16. August 2016, 21:50 Uhr
| Platz | Name               | Nation              | 1. Versuch | 2. Versuch | 3. Versuch | Weite (m) | Anmerkung |
| ----- | ------------------ | ------------------- | ---------- | ---------- | ---------- | --------- | --------- |
| 1     | Maria Andrejczyk   | Polen               | 67,11      | -          | -          | 67,11     | NR        |
| 2     | Barbora Špotáková  | Tschechien          | 62,50      | 64,65      | -          | 64,64     |           |
| 3     | Linda Stahl        | Deutschland         | 63,95      | -          | -          | 63,95     |           |
| 4     | Madara Palameika   | Lettland            | 63,03      | -          | -          | 63,03     |           |
| 5     | Kathryn Mitchell   | Australien          | x          | 60,05      | 61,31      | 61,31     |           |
| 6     | Kara Winger        | USA                 | 61,02      | 57,34      | 60,54      | 61,02     |           |
| 7     | Li Lingwei         | Volksrepublik China | 60,91      | 59,30      | 57,87      | 60,91     |           |
| 8     | Kateryna Derun     | Ukraine             | 60,02      | 54,86      | x          | 60,02     |           |
| 9     | Liina Laasma       | Estland             | 58,06      | 56,21      | 56,62      | 58,06     |           |
| 10    | Yuki Ebihara       | Japan               | 53,75      | 55,89      | 57,68      | 57,68     |           |
| 11    | Mathilde Andraud   | Frankreich          | 56,61      | 56,01      | 56,13      | 56,61     |           |
| 12    | Tazzjana Korsch    | Belarus             | 49,41      | 53,54      | 56,16      | 56,16     |           |
| 13    | Kelsey-Lee Roberts | Australien          | 44,75      | 55,04      | 55,25      | 55,25     |           |
| 14    | Ásdís Hjálmsdóttir | Island              | x          | 54,92      | x          | 54,92     |           |
| 15    | Sanni Utriainen    | Finnland            | 53,42      | x          | 52,45      | 53,42     |           |

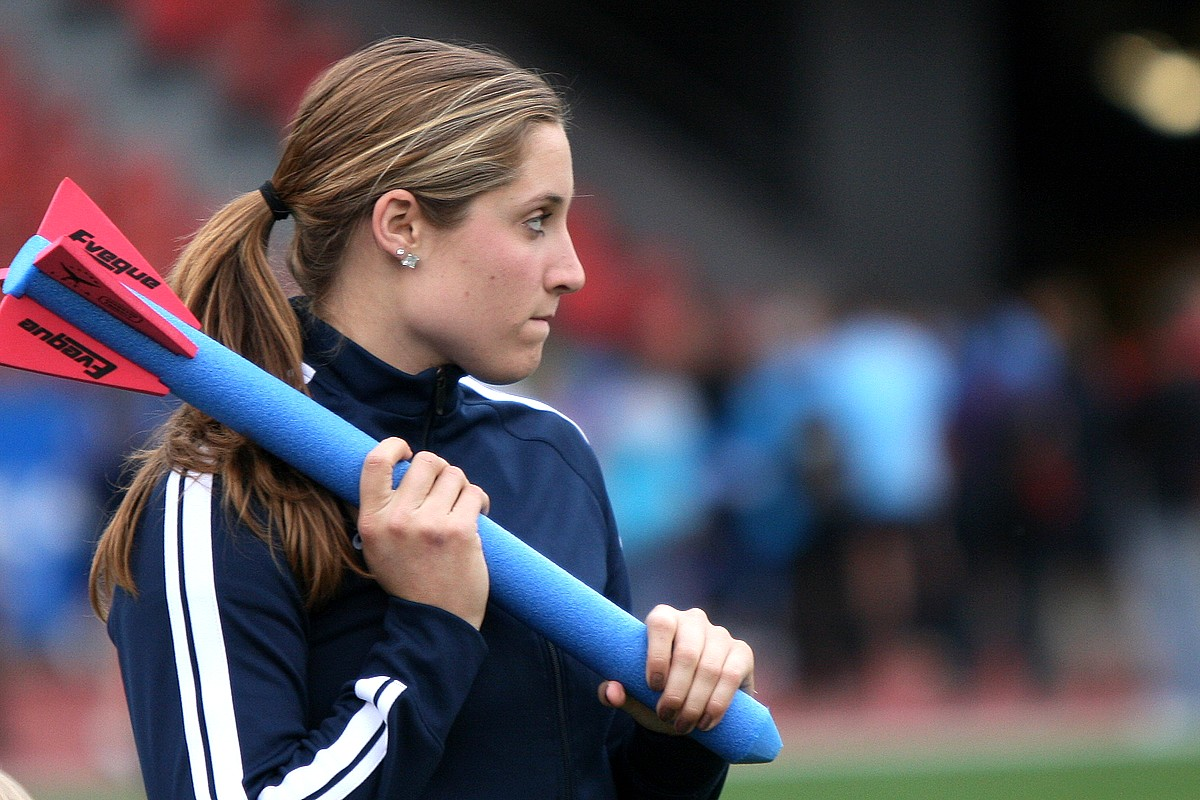
Kara Winger – ausgeschieden mit 61,02 m
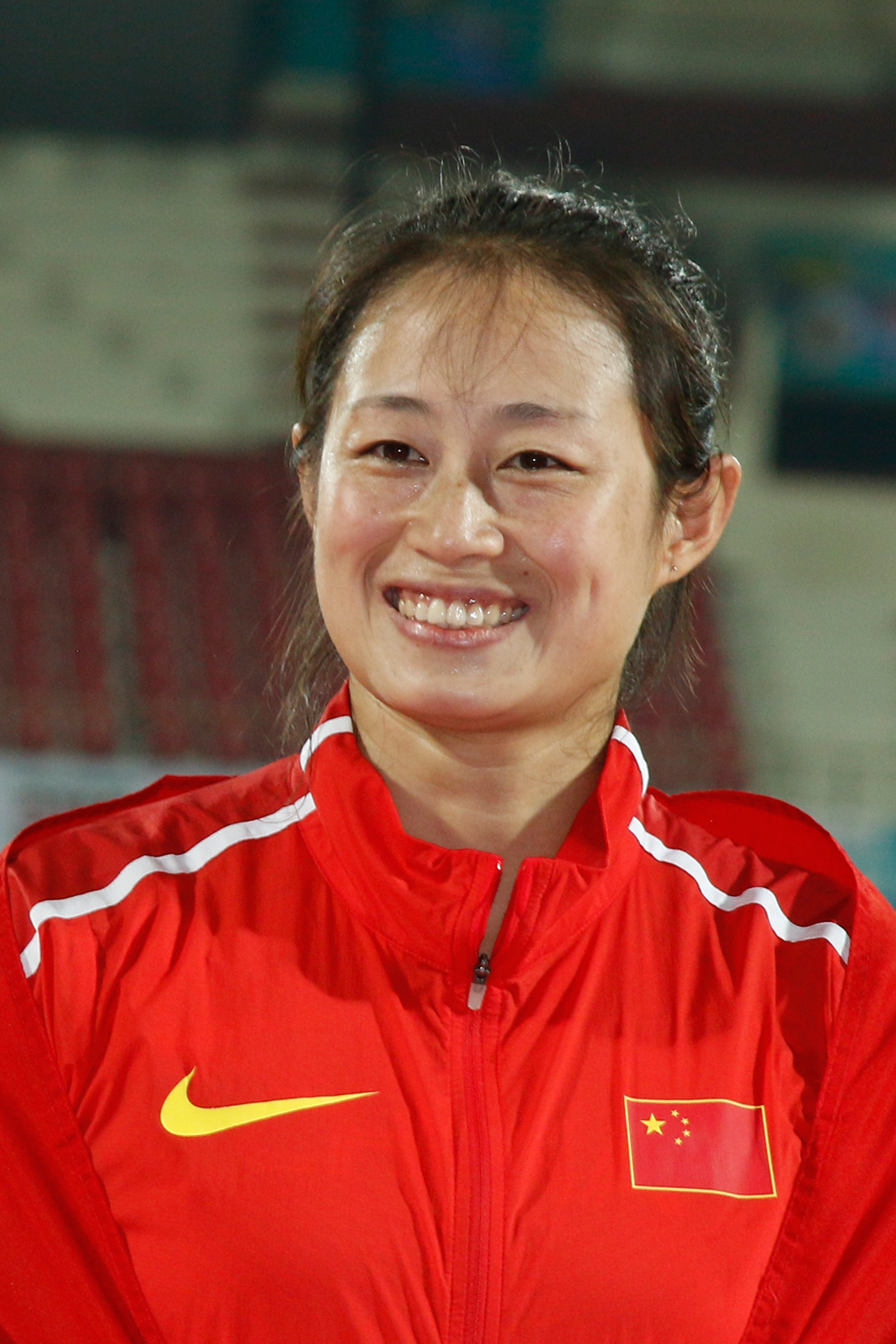
Li Lingwei – ausgeschieden mit 60,91 m

Weitere in Qualifikationsgruppe B ausgeschiedene Speerwerferinnen:

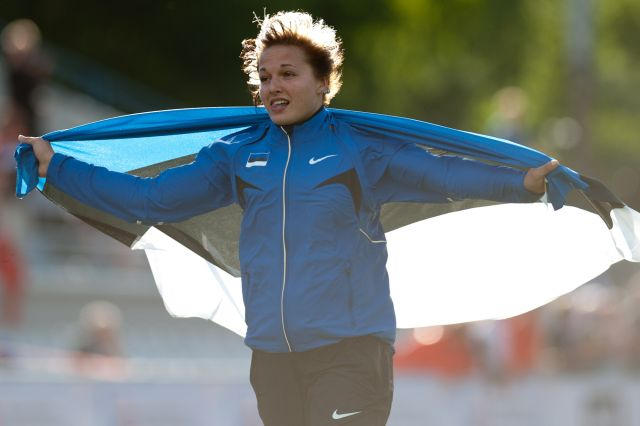
Liina Laasma – 58,06 m
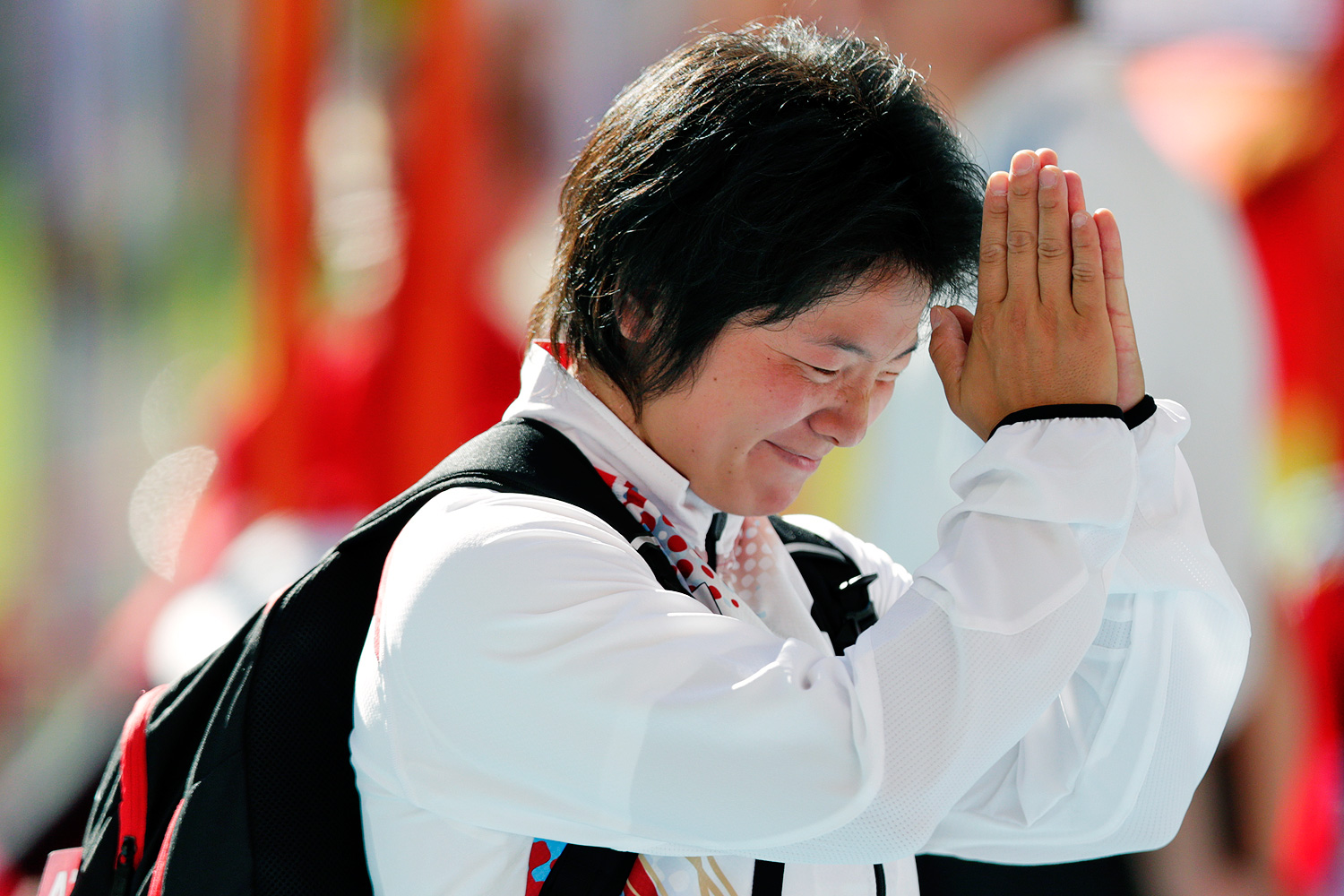
Yuki Ebihara – 57,68 m
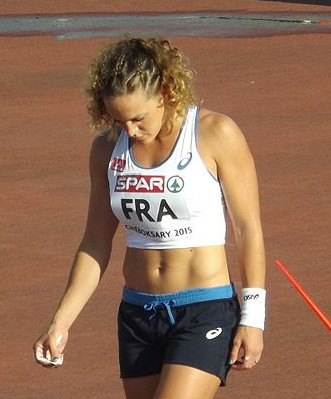
Mathilde Andraud – 56,61 m
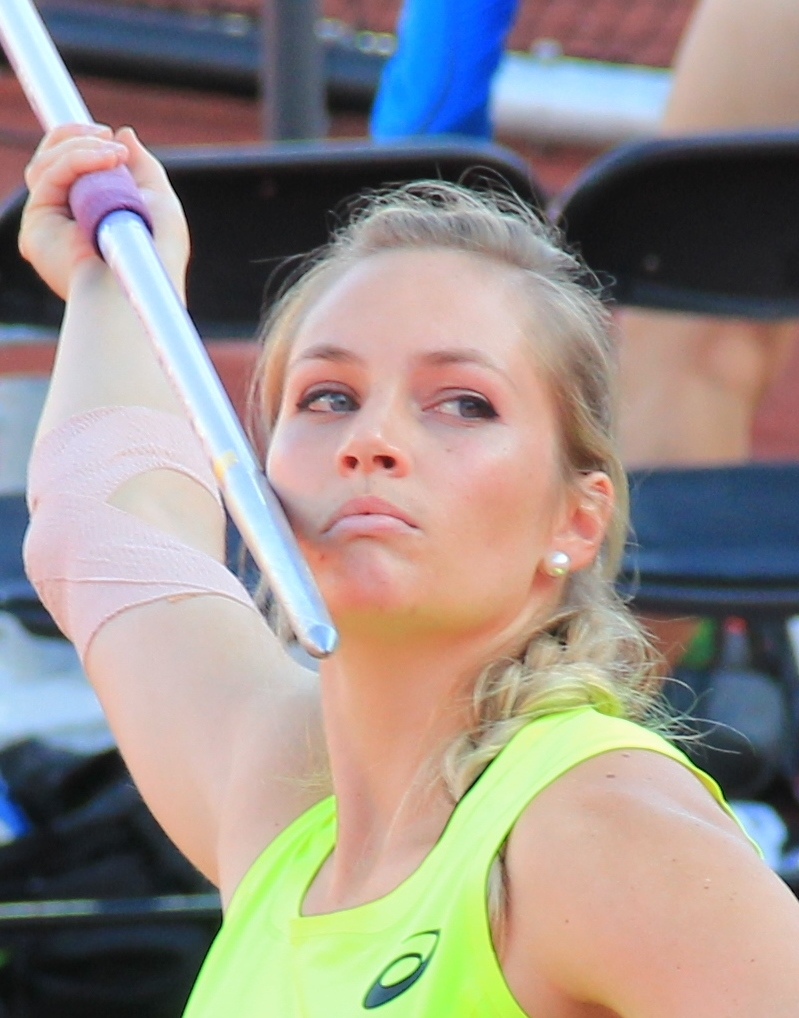
Kelsey-Lee Roberts – 55,25 m
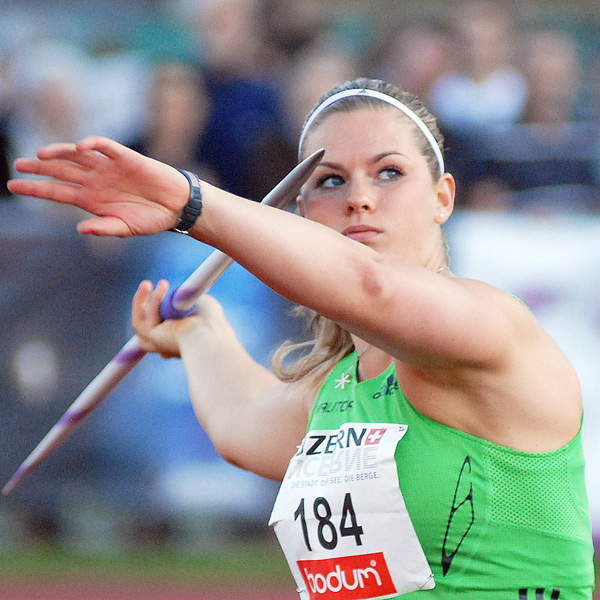
Ásdís Hjálmsdóttir – 54,92 m

## Finale
18. August 2016, 21:10 Uhr
| Platz | Name                   | Nation              | 1. Versuch | 2. Versuch | 3. Versuch | 4. Versuch                                  | 5. Versuch                                  | 6. Versuch                                  | Weite (m) | Anmerkung |
| ----- | ---------------------- | ------------------- | ---------- | ---------- | ---------- | ------------------------------------------- | ------------------------------------------- | ------------------------------------------- | --------- | --------- |
| 1     | Sara Kolak             | Kroatien            | 60,89      | 62,95      | 63,00      | 66,18                                       | x                                           | 59,42                                       | 66,18     | NR        |
| 2     | Sunette Viljoen        | Südafrika           | 64,92      | 61,04      | x          | 63,00                                       | x                                           | x                                           | 64,92     |           |
| 3     | Barbora Špotáková      | Tschechien          | 60,16      | 63,73      | x          | 61,25                                       | 64,80                                       | x                                           | 64,80     |           |
| 4     | Maria Andrejczyk       | Polen               | 61,92      | 59,25      | 60,23      | 59,31                                       | 64,78                                       | 63,69                                       | 64,78     |           |
| 5     | Tazzjana Chaladowitsch | Belarus             | 62,68      | 60,24      | 64,60      | 60,49                                       | 63,52                                       | 64,24                                       | 64,60     |           |
| 6     | Kathryn Mitchell       | Australien          | x          | 64,36      | x          | x                                           | 62,20                                       | 63,02                                       | 64,36     |           |
| 7     | Lü Huihui              | Volksrepublik China | 60,32      | 63,50      | 59,56      | 64,04                                       | x                                           | 56,96                                       | 64,04     |           |
| 8     | Christina Obergföll    | Deutschland         | 60,17      | 62,28      | x          | x                                           | x                                           | 62,92                                       | 62,92     |           |
|       |                        |                     |            |            |            |                                             |                                             |                                             |           |           |
| 9     | Flor Ruíz              | Kolumbien           | 61,54      | 58,46      | 59,61      | nicht im Finale der besten acht Werferinnen | nicht im Finale der besten acht Werferinnen | nicht im Finale der besten acht Werferinnen | 61,54     |           |
| 10    | Madara Palameika       | Lettland            | x          | x          | 60,14      | nicht im Finale der besten acht Werferinnen | nicht im Finale der besten acht Werferinnen | nicht im Finale der besten acht Werferinnen | 60,14     |           |
| 11    | Linda Stahl            | Deutschland         | 58,48      | x          | 59,71      | nicht im Finale der besten acht Werferinnen | nicht im Finale der besten acht Werferinnen | nicht im Finale der besten acht Werferinnen | 59,71     |           |
| 12    | Christin Hussong       | Deutschland         | 54,99      | 54,47      | 57,70      | nicht im Finale der besten acht Werferinnen | nicht im Finale der besten acht Werferinnen | nicht im Finale der besten acht Werferinnen | 57,70     |           |

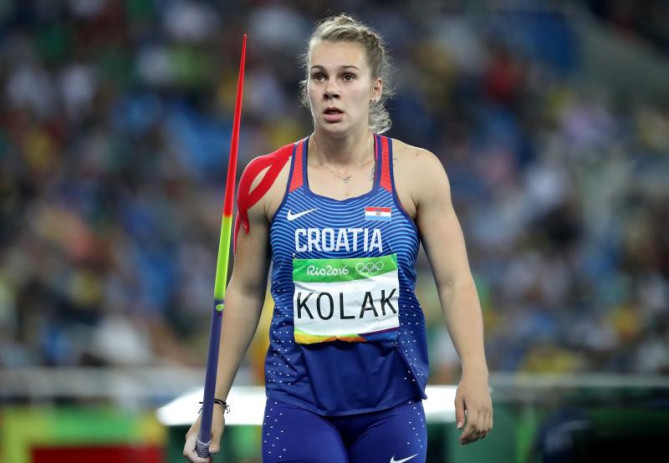
Sara Kolak – überraschende
Olympiasiegerin im Speerwurf

Im Finale hatte jede Teilnehmerin zunächst drei Versuche, die Weiten der Qualifikationsrunde wurden nicht gewertet. Den besten acht Athletinnen standen im Anschluss drei weitere Versuche zu.
Für das Finale hatten sich zwölf Athletinnen qualifiziert, acht von ihnen über die Qualifikationsweite, vier weitere über ihre Platzierungen. Das Feld bestand aus allen drei Deutschen sowie jeweils einer Teilnehmerin aus Australien, China, Kolumbien Kroatien, Lettland, Polen, Südafrika, Tschechien und Weißrussland.
Favoritin war vor allem die Olympiasiegerin von 2012 Barbora Špotáková aus Tschechien, zugleich Weltrekordlerin und bis zu den Olympischen Spielen auch Weltjahresbeste. Weitere Medaillenkandidatinnen waren in erster Linie die Europameisterin Tazzjana Chaladowitsch aus Weißrussland, die chinesische Vizeweltmeisterin Lü Huihui, die südafrikanische WM-Dritte Sunette Viljoen, die beiden Deutschen Linda Stahl als Vizeeuropameisterin und Christina Obergföll als Weltmeisterin von 2013 sowie die Polin Maria Andrejczyk, die in der Qualifikation Špotákovás bisherige Weltjahresbestleistung verbessert hatte.
Weltmeisterin Katharina Molitor war vom deutschen Verband nicht nominiert worden, weil Christina Obergföll in diesem Jahr zwei bessere Weiten erzielt hatte. Christin Hussong als Deutsche Meisterin und Linda Stahl als Vizeeuropameisterin waren vorher schon qualifiziert. Molitor beantragte eine Einstweilige Verfügung gegen den DOSB, diese wurde jedoch vom Landgericht Frankfurt am Main abgelehnt.
In der ersten Runde übernahm Viljoen mit einem Wurf von 64,92 m die Führung vor Andrejczyk – 61,92 m und der Kolumbianerin Flor Ruiz – 61,54 m. In Durchgang zwei gelangen der Australierin Kathryn Mitchell 64,36 m, womit sie zwischenzeitlich Zweite war. Špotáková lag mit 63,73 m auf Rang drei. Dann verbesserte sich Chaladowitsch mit 64,60 m auf den zweiten Platz.
In der vierten Runde löste die Kroatin Sara Kolak mit 66,18 m Viljoen als Führende ab. Im nächsten Durchgang verbesserte sich Špotáková mit 64,80 m wieder auf den Bronzerang, Andrejczyk warf 64,78 m und lag damit zwei Zentimeter hinter Špotáková auf dem vierten Platz. Dabei blieb es bis zum Schluss, Sara Kolak gewann überraschend die Goldmedaille. Mit ihrer Siegesweite hatte sie einen neuen kroatischen Landesrekord aufgestellt. Silber errang Sunette Viljoen, Bronze ging an Barbora Špotáková. Maria Andrejczyk wurde Vierte vor Tazzjana Chaladowitsch und Kathryn Mitchell. Die Chinesin Lü Huihui belegte Rang sieben, Achte wurde Christina Obergföll.
Barbora Špotáková wurde mit ihrer Bronzemedaille die erfolgreichste olympische Speerwerferin. In ihrer Karriere wurde sie zweimal Olympiasiegerin – 2008 und 2012, hinzu kam nun die in Rio gewonnene Bronzemedaille.

Sunette Viljoen war die erste Südafrikanerin, die eine Medaille im Speerwurf der Frauen gewann.

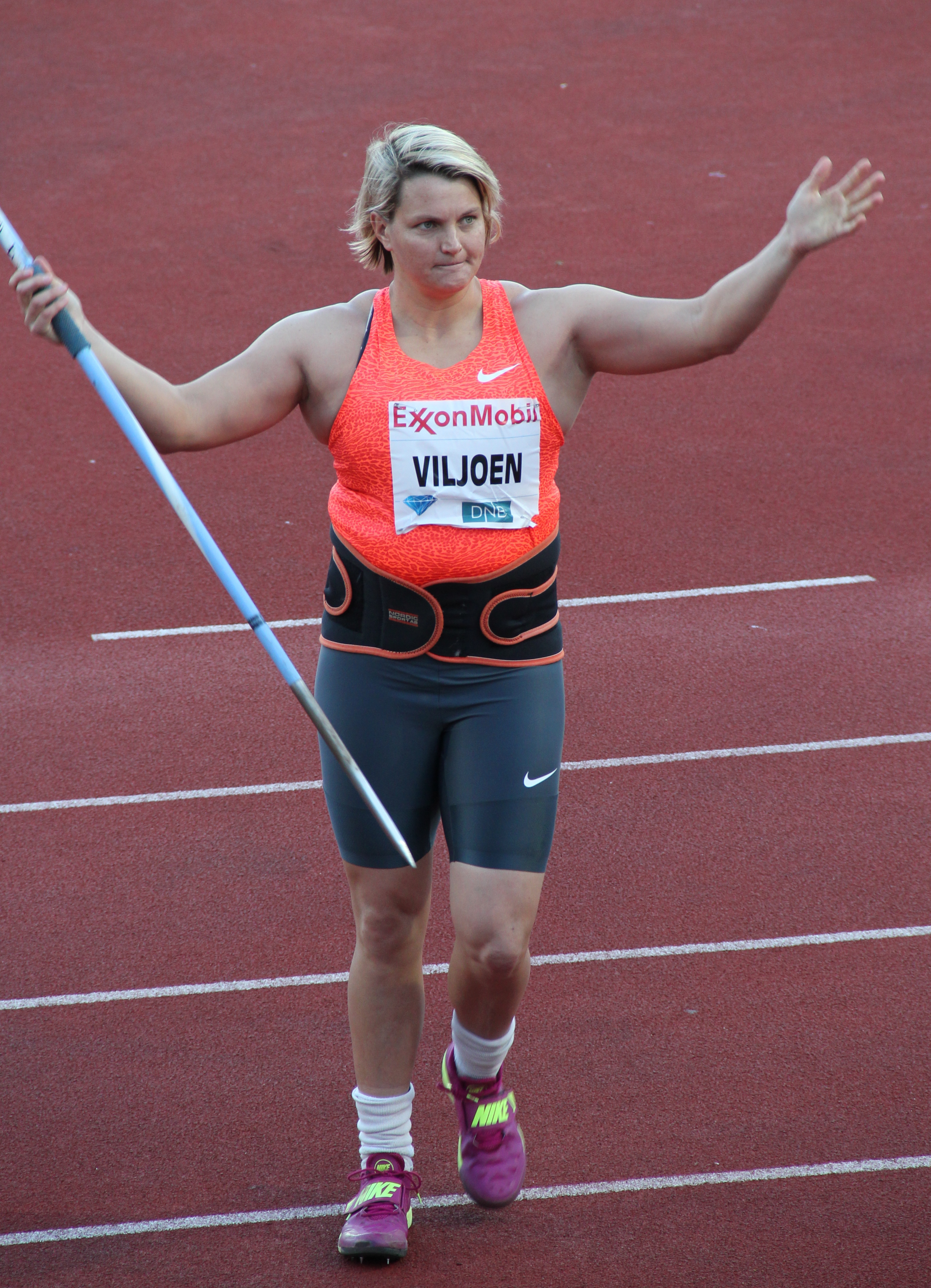
Silbermedaillengewinnerin Sunette Viljoen
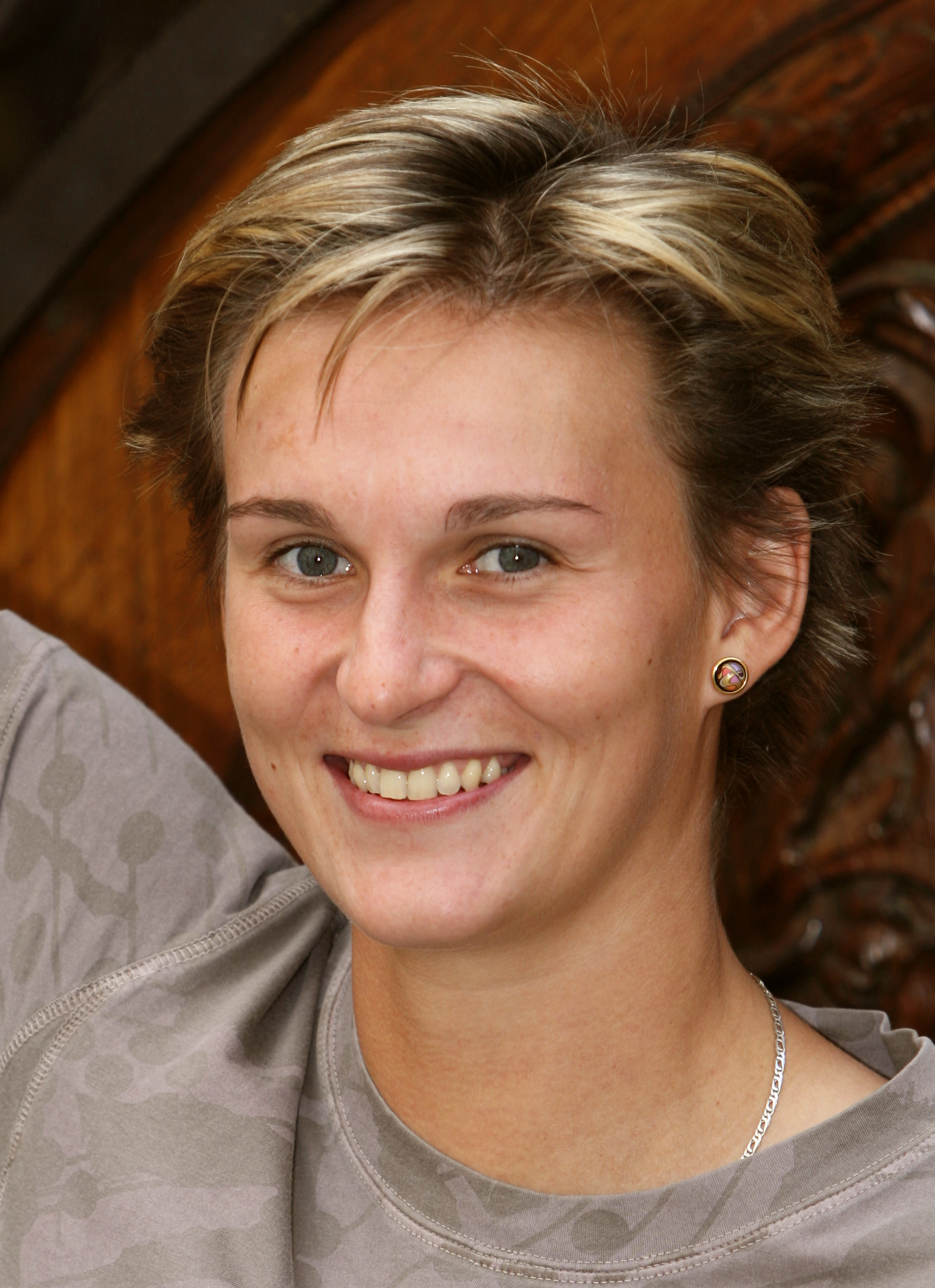
Bronzemedaillengewinnerin Barbora Špotáková
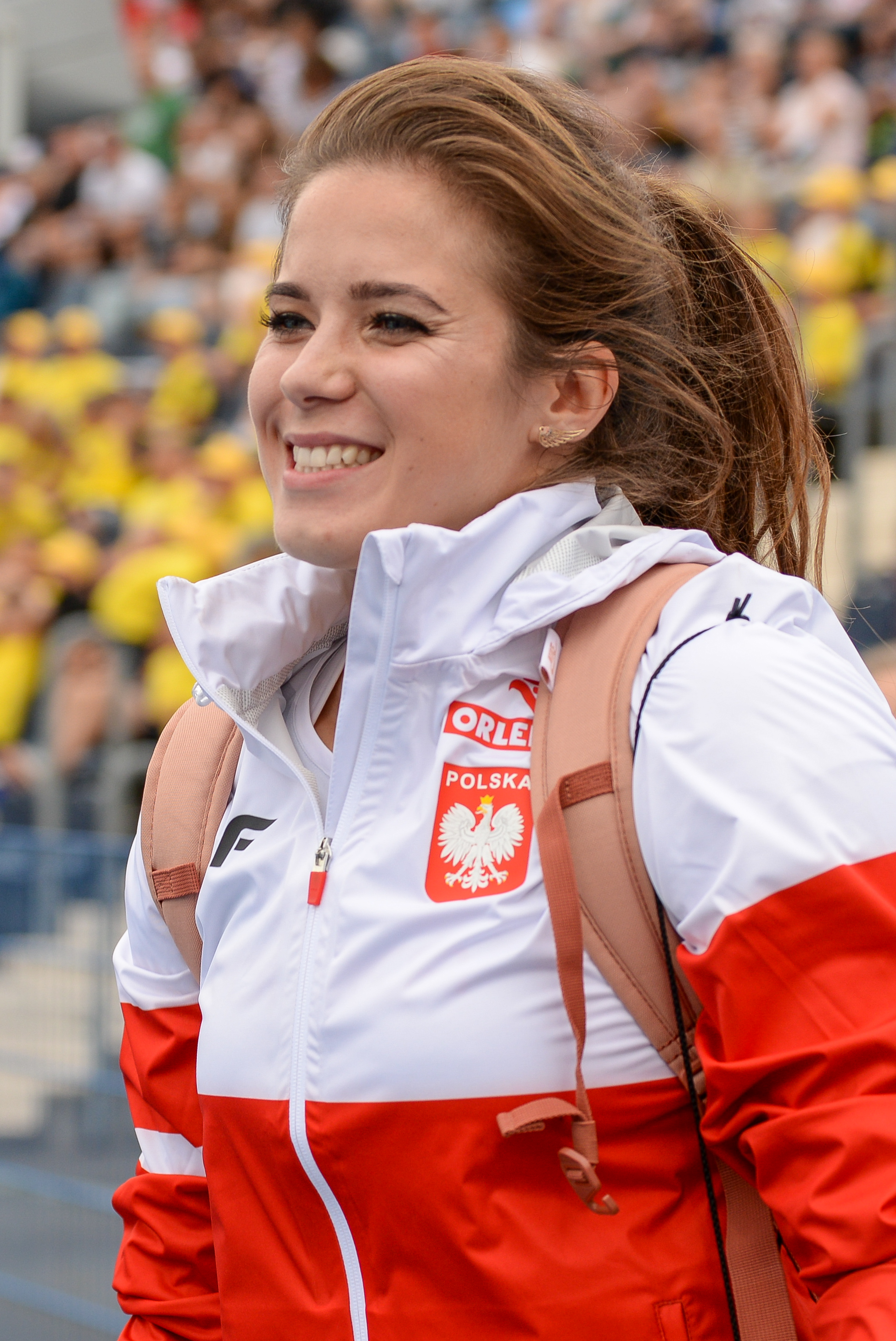
Die viertplatzierte Maria Andrejczyk – im Finale mehr als zwei Meter unter der besten Weite dieses Wettbewerbs, erzielt von ihr selber in der Qualifikation
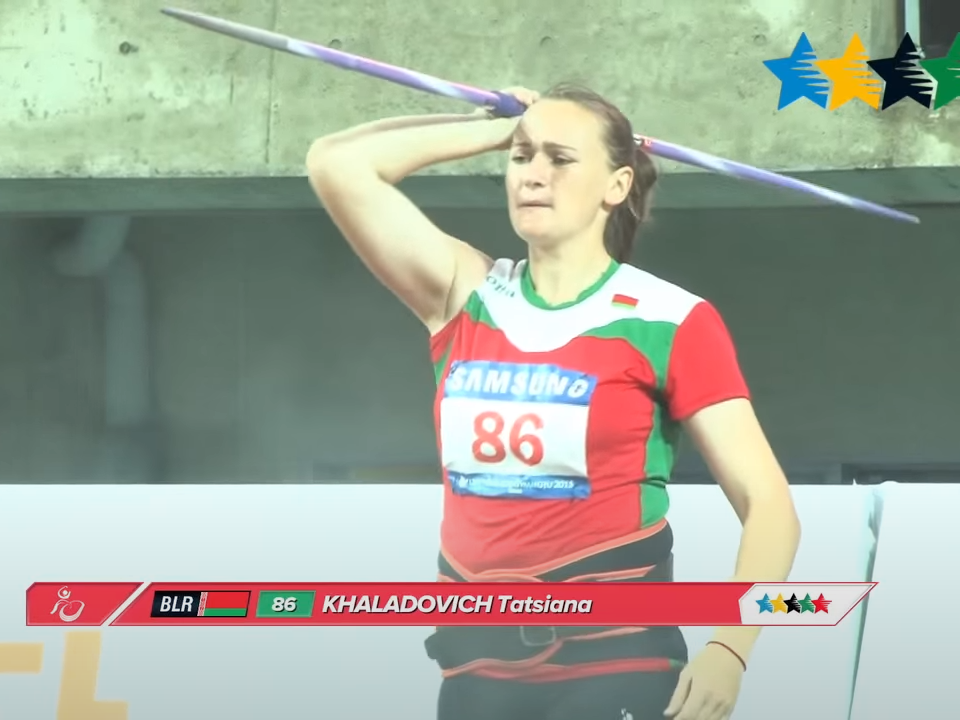
Rang fünf für Tazzjana Chaladowitsch
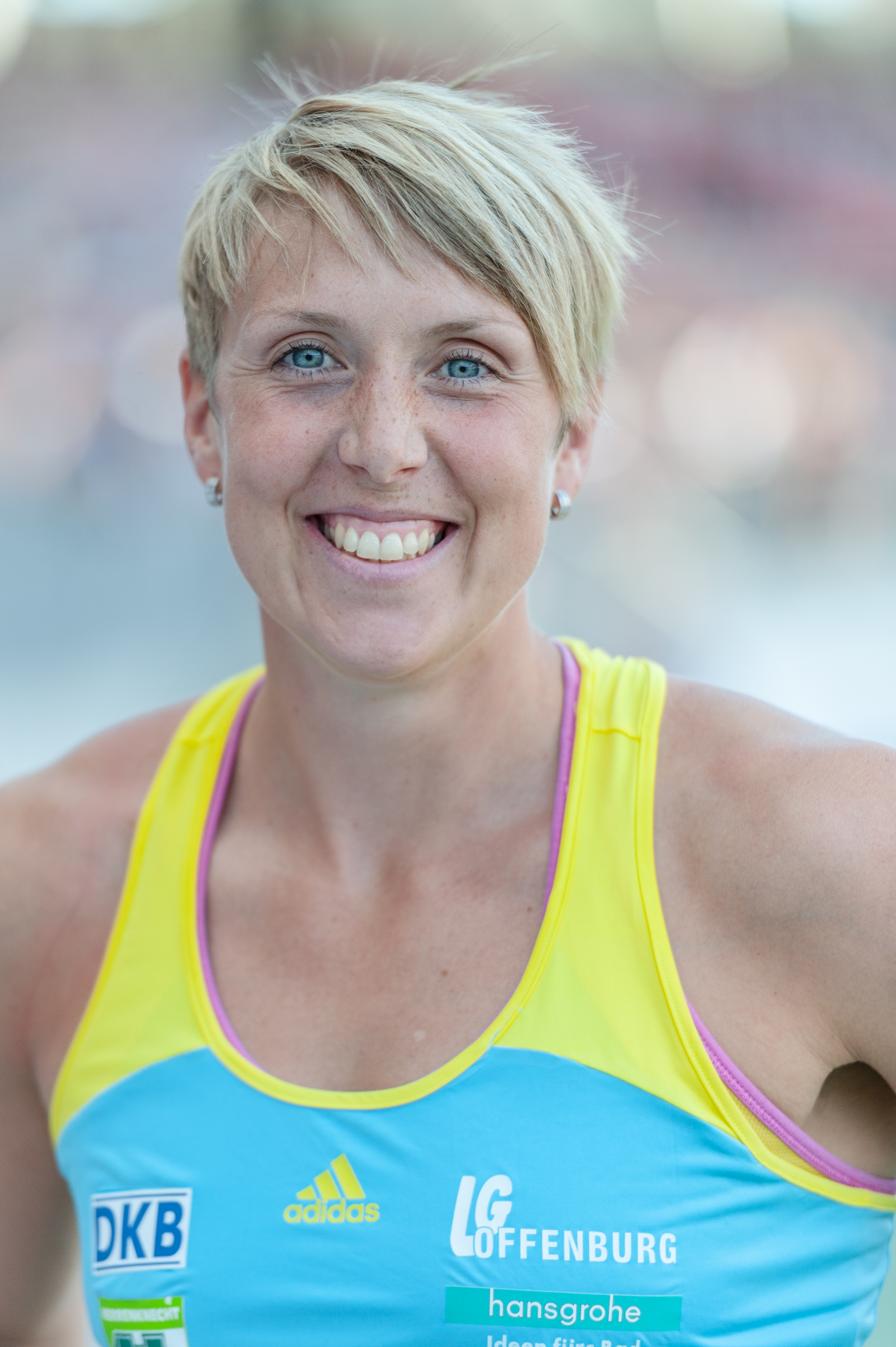
Christina Obergföll kam auf den achten Platz
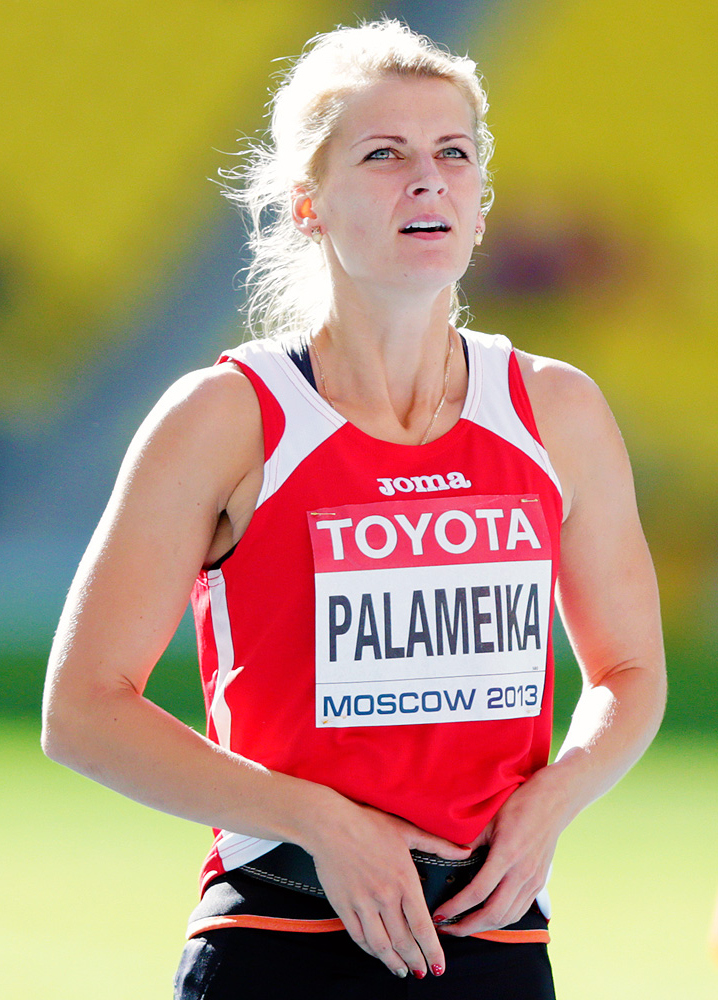
Madara Palameika wurde Olympiazehnte
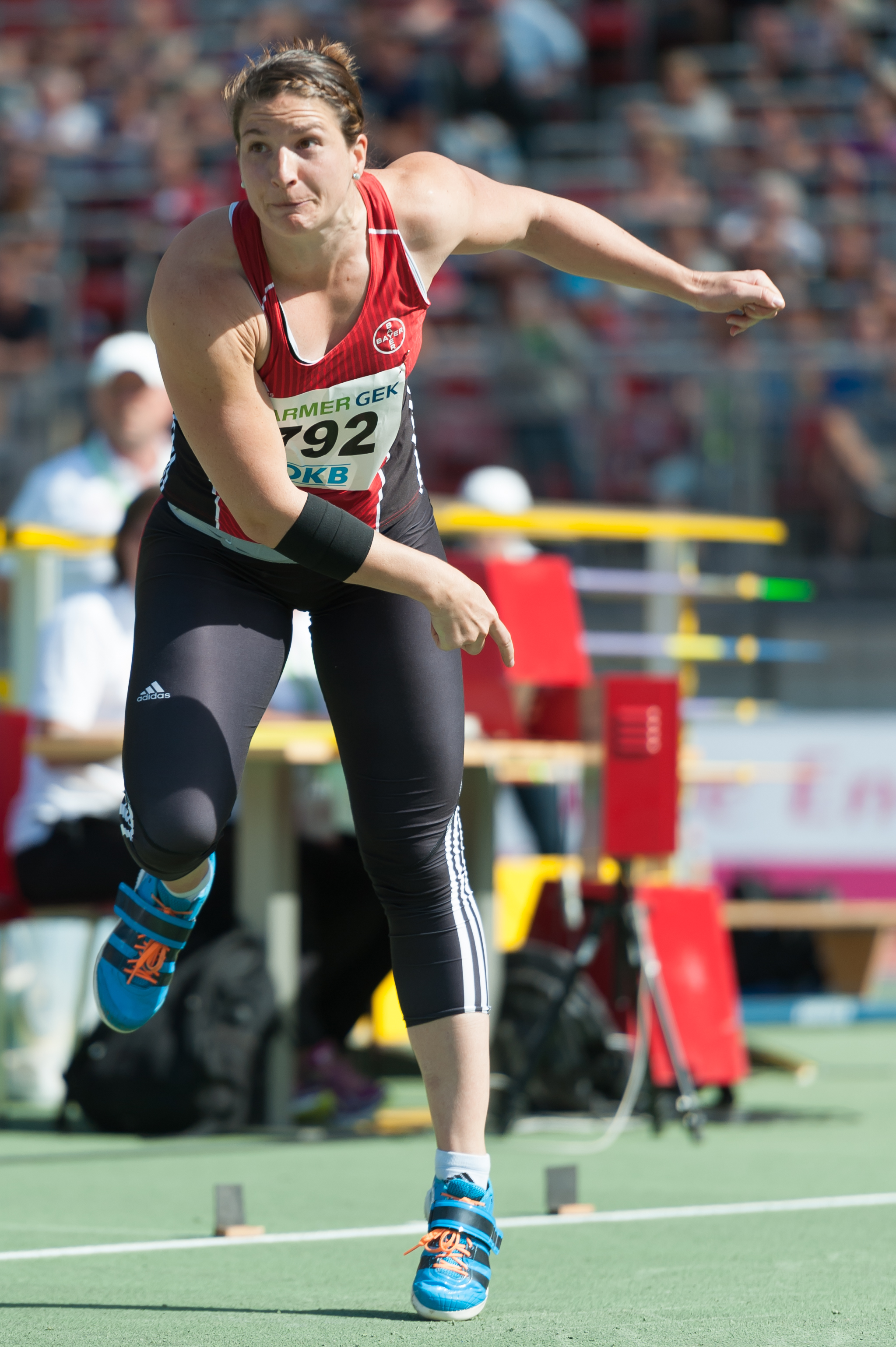
Linda Stahl erreichte Platz elf
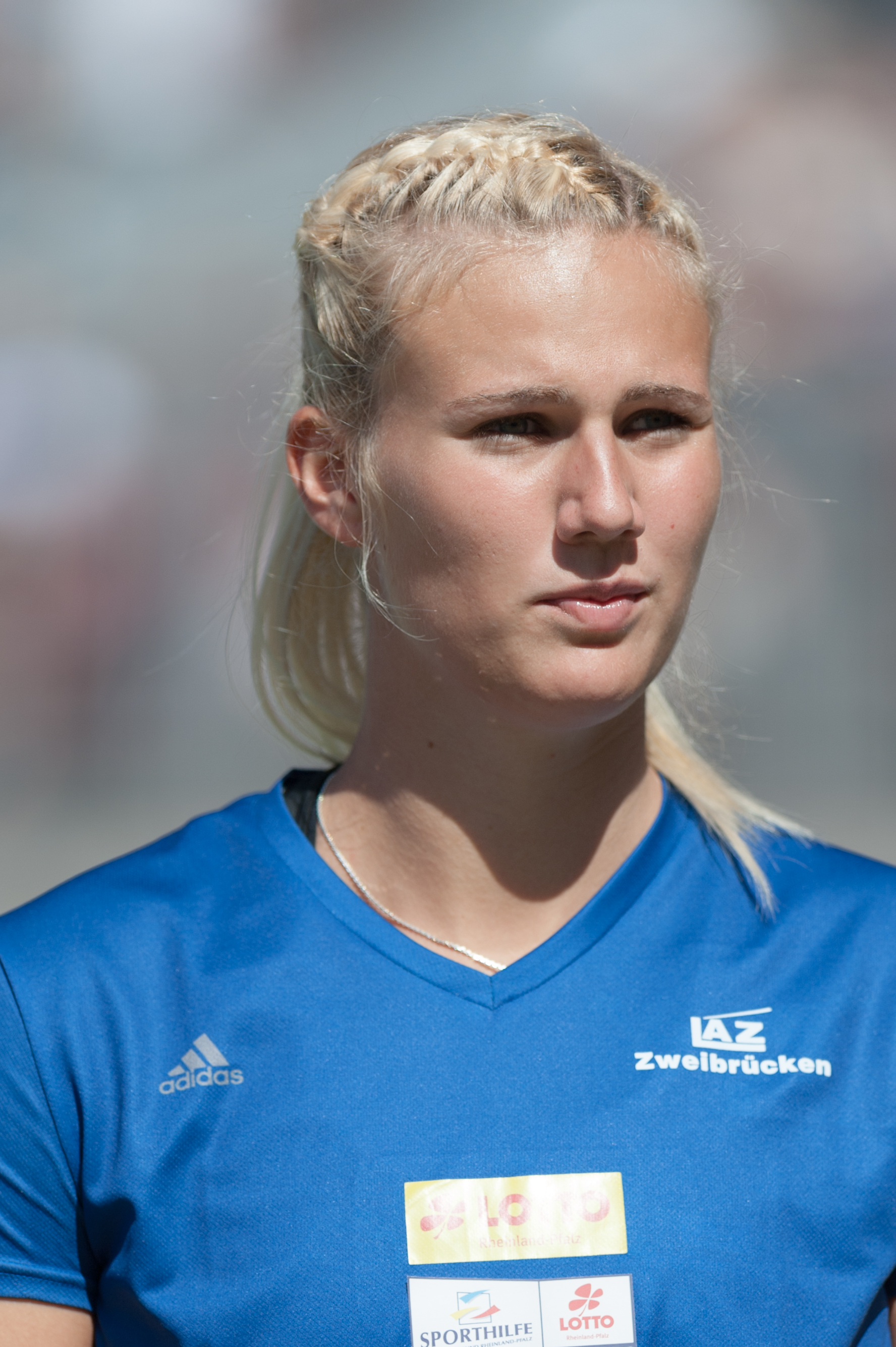
Die Olympiazwölfte Christin Hussong

## Videolinks
- 2016 Rio Olympics Women's Javelin Final, youtube.com, abgerufen am 13. Mai 2022
- Sara Kolak becomes Javelin Olympic champion, youtube.com, abgerufen am 13. Mai 2022